# Эйт, Пьер-Этьен-Луи
Пьер-Этьен-Луи Эйт (фр. Pierre Étienne Louis Eyt; 4 июня 1934, Ларёнс, Франция — 11 июня 2001, Бордо, Франция) — французский кардинал. Коадъютор Бордо с 7 июня 1986 по 31 мая 1989. Архиепископ Бордо с 31 мая 1989 по 11 июня 2001. Кардинал-священник с титулом церкви Сантиссима-Тринита-аль-Монте-Пинчо с 26 ноября 1994.
Награждён орденом Академических пальм.